# U.S. Route 175
La U.S. Route 175 (US 175) est une US Route auxiliaire de la US 75 se trouvant entièrement au Texas. Elle parcourt 111,00 miles (178,60 km) entre Dallas et Jacksonville. Elle passe très près de rencontrer sa route-mère, la US 75, mais depuis que celle-ci a été raccourcie en ne débutant qu'au centre-ville de Dallas, les deux routes se ratent de quelques milles.

## Description du tracé

### Texas
La US 175 débute au sud du centre-ville de Dallas à la jonction avec l'I-45. Elle se dirige vers le sud-est en quittant l'aire métropolitaine de Dallas. Elle croise l'I-20 / I-635 et continue son trajet vers le sud-est. Elle passe par Kaufman, Mabank et Eustace avant de contourner Athens. Elle continue vers le sud-est et passe par Poynor, Frankston et Cuney avant d'atteindre Jacksonville et de prendre fin à la jonction avec la US 69.

## Intersections majeures
Texas
 I-45 à Dallas
 I-20 / I-635 à Balch Springs
 US 69 à Jacksonville